# Thomas Martinot-Lagarde
Thomas Martinot-Lagarde (* 7. Februar 1988 in Saint-Maur-des-Fossés) ist ein französischer Leichtathlet, der sich auf den Hürdenlauf spezialisiert hat. Sein jüngerer Bruder Pascal ist ebenfalls ein erfolgreicher Hürdenläufer.

## Sportliche Laufbahn
Martinot-Lagarde wurde 2010 bei den französischen Meisterschaften Zweiter im 110-Meter-Hürdenlauf. In den beiden folgenden Jahren konnte er jedoch nicht an seine bisherigen Leistungen anknüpfen. Erst 2013 fand er zu alter Stärke zurück. Im Juni gewann er bei den Mittelmeerspielen in Mersin die Silbermedaille über 110 Meter Hürden. Anfang Juli steigerte er seine persönliche Bestleistung beim Meeting Areva in Paris auf 13,26 Sekunden. Eine Woche später siegte er bei den französischen Meisterschaften. Bei den Weltmeisterschaften in Moskau erreichte er das Finale und belegte dort den siebten Rang.